# Sangharaj Nikaya
De Sangharaja Nikaya is een traditie binnen het Theravada. Deze traditie vindt haar oorsprong in Bangladesh.
Het woord Nikaya is Pali en betekent letterlijk "boekdeel" of "uitgave". Deze term refereert aan secties uit de Tripitaka. In Zuidoost-Azië wordt het woord ook gebruikt om op respectabele wijze een monnikengemeenschap aan te duiden.